# 冨岡弘
冨岡 弘（とみおか ひろし、1910年7月11日 - 1995年10月3日）は、日本の経営者。小西六写真工業(現在のコニカミノルタ)社長、会長を務めた。宮崎県出身。

## 経歴・人物
1932年に長岡高等工業学校応用化学科を卒業し、同年に小西六写真工業に入社。1968年5月に取締役に就任し、1970年5月に常務、1973年5月に専務を経て、1973年12月に社長に就任。1979年12月から1983年12月までに会長を務めた。
1978年11月に藍綬褒章を受章。
1995年10月3日腎不全のために死去。85歳没。